# Aromanticismo

Bandiera aromantica

L'aromanticismo è un tipo di orientamento affettivo (o orientamento romantico) che non persegue le relazioni romantico-amorose.
In quanto orientamento romantico, non ha niente a che fare con quello sessuale, né con l'attrazione sessuale in sé. Le persone aromantiche possono provare comunque attrazione sessuale. Le persone aromantiche non sono necessariamente incapaci di provare amore. Ad esempio, possono ancora provare amore familiare o un forte sentimento di fratellanza che si esprime tra amici. Gli individui che si identificano come aromantici possono avere difficoltà a distinguere l'affetto della famiglia e degli amici da quello di un partner romantico.
Molte persone aromantiche sono asessuali, ma il termine aromantico può essere usato in relazione a varie identità sessuali, come aromantico bisessuale, aromantico eterosessuale, aromantica lesbica, aromantico gay o aromantico asessuale. Questo perché l'aromanticismo concerne principalmente l'attrazione romantica piuttosto che la sessualità o la libido.
Alcune pubblicazioni hanno affermato che c'è una sottorappresentazione delle persone asessuali e aromantiche nei media e nelle ricerche e che spesso vengono fraintese. Le persone aromantiche spesso affrontano stigma e sono stereotipate con etichette come l'avere paura dell'intimità, essere senza cuore o illusi. Si dice che l'amatonormatività, un concetto che eleva le relazioni romantiche rispetto alle relazioni non romantiche, sia dannosa per gli aromantici.
L'antonimo di aromanticismo è alloromanticismo, lo stato di provare amore romantico o attrazione romantica per gli altri, e questo tipo di persona è chiamata alloromantica. Un termine informale per una persona aromantica è aro. La lettera "A" nell'acronimo LGBT espanso a LGBTQIA+ sta per asessuale, aromantico e agender.